# ラシン・デ・マドリード
ラシン・クルブ・デ・マドリード（Racing Club de Madrid）は、スペイン・マドリードに本拠地を置いていたサッカークラブ。1914年に設立され、1932年に解散した。

## 歴史
1914年にマドリード市内のいくつかのクラブが合併して設立された。翌年からマドリード州リーグに出場し始め、1929年から始まった全国リーグではセグンダ・ディビシオンに登録された。しかし、1929-30シーズンにテルセーラ・ディビシオンから降格したことで多額の負債を負い、クラブは解散を余儀なくされた。

## 過去の成績
| シーズン | 部 | ディヴィジョン | 順位 | コパ・デル・レイ |
| -------- | -- | -------------- | ---- | ---------------- |
| 1929     | 2  | セグンダ       | 10位 | ベスト8          |
| 1929-30  | 3  | テルセーラ     | --   | ベスト64         |

- 1シーズン - セグンダ・ディビシオン
- 1シーズン - テルセーラ・ディビシオン

## 歴代監督
- パコ・ブル 1928-1929